# Geminiano di Modena
Geminiano, citato anche come Gimignano o Gemignano (Cognento, 15 gennaio 312 – Modena, 31 gennaio 397), è stato vescovo di Modena, città di cui è anche patrono.
Viene venerato come santo dalla Chiesa cattolica.

## Agiografia

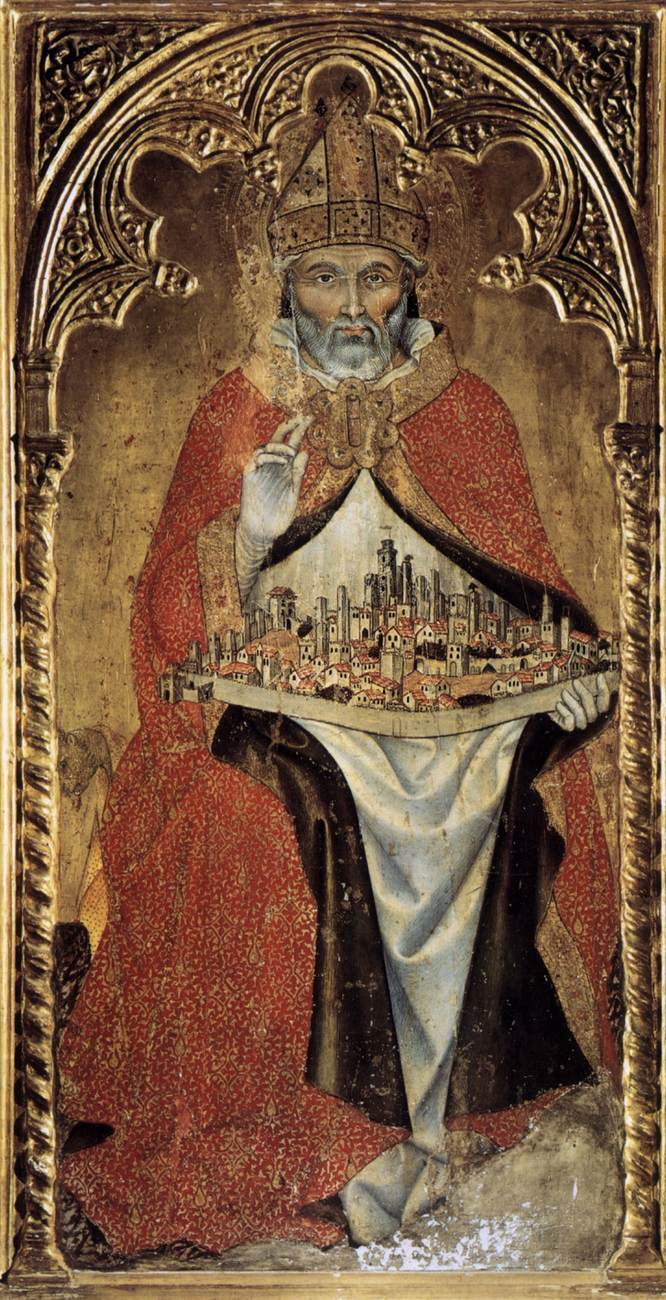
Taddeo di Bartolo
San Gimignano da Modena che tiene la città di San Gimignano
Museo civico (San Gimignano)

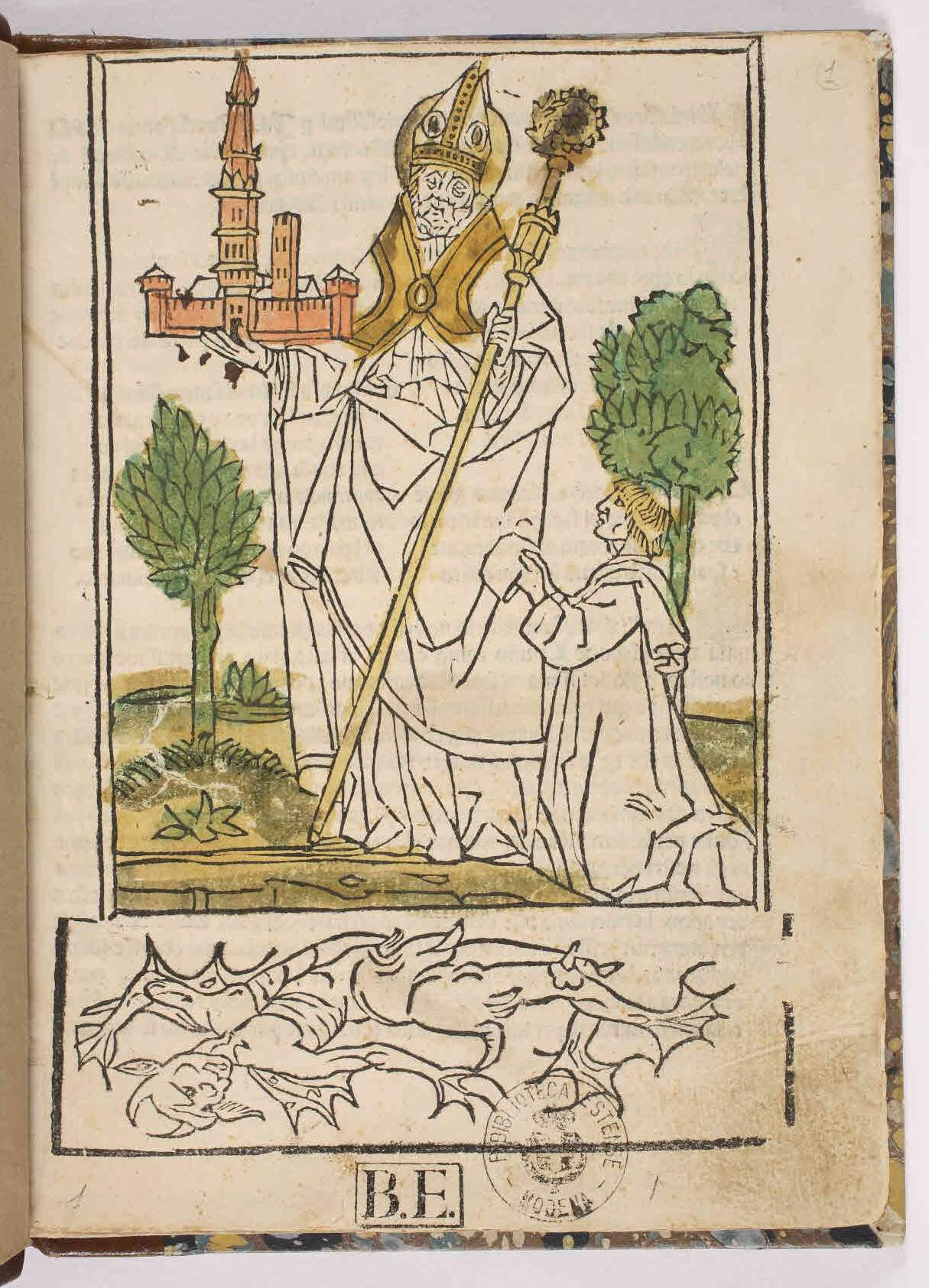
Giovanni Maria Parente, Vita di san Gimignano, 1495

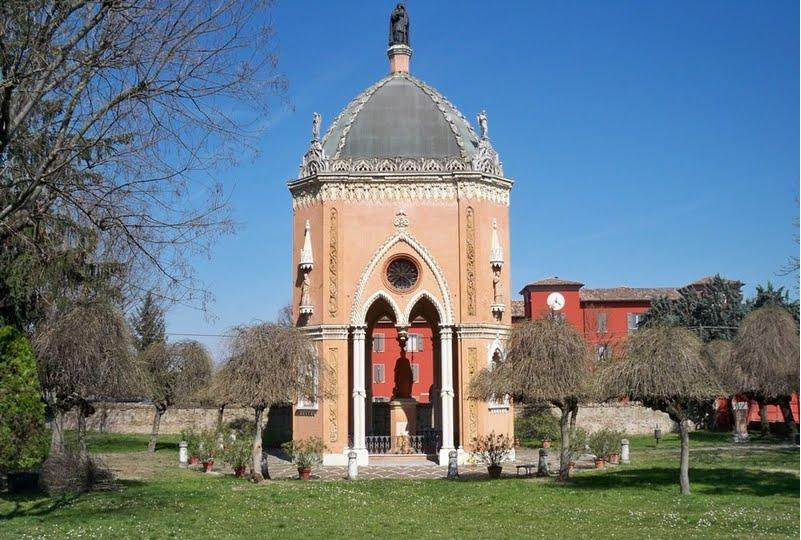
Il tempietto dedicato a san Geminiano a Cognento, provincia di Modena

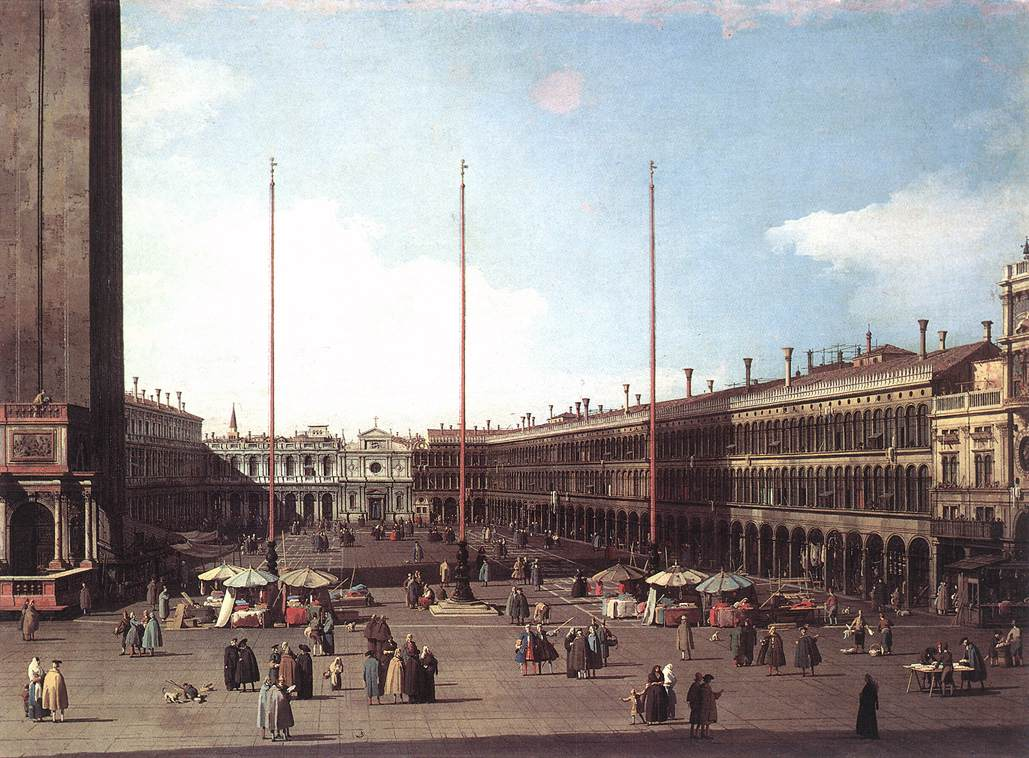
Opera del Canaletto, Piazza San Marco verso la chiesa di San Geminiano, 1735 circa

Geminiano era di famiglia romana. Fu diacono del vescovo Antonio al quale successe per scelta dei suoi concittadini. Geminiano fu un uomo di molta fede, e per questo i fedeli lo ricordano per il potere che avrebbe avuto sui demoni; fu per questo che la fama della sua santità arrivò sino alla corte di Costantinopoli, dove si recò per guarire la figlia dell'imperatore Gioviano. 
Nel 390 (o, secondo altre datazioni nel 393) fu presente al concilio dei vescovi dell'Italia settentrionale, presieduto da sant'Ambrogio per condannare l'eretico Gioviniano.
Fu molto impegnato, insieme con altri vescovi della Romagna (san Mercuriale di Forlì, san Rufillo di Forlimpopoli, san Leo di Montefeltro e san Gaudenzio di Rimini), a combattere l'eresia ariana, molto diffusa in quella zona.

## Culto
La Relatio translationis S. Giminiani, manoscritto del XII secolo, conservato nell'Archivio capitolare, descrive la traslazione e la ricognizione del corpo di san Geminiano avvenute rispettivamente il 30 aprile e il 7 ottobre 1106, alla presenza di papa Pasquale II, Matilde di Canossa e di tutti i cittadini modenesi. Dopo questa, segue un'altra ricognizione per opera di Lucio III, il 12 luglio 1184, quando, in viaggio per Verona, si fermò a Modena per consacrarvi il duomo. Dopo il 1184 nessun'altra ricognizione fu compiuta fino al 1955.
Oltre al viaggio in Oriente per curare la figlia dell'imperatore, san Geminiano è famoso per altre due leggende agiografiche.
Nel 452 Attila, sovrano degli Unni, disceso in Italia dal Veneto, si apprestava a mettere a ferro e fuoco anche Modena. Gli abitanti della città fecero ricorso a san Geminiano che invocò l'aiuto di Dio e fece scendere la nebbia sulla città: Attila non riuscì a individuarla e proseguì verso Sud.
L'altra leggenda riguarda l'apparizione a Carlo D'Amboise, comandante delle milizie francesi che febbraio di quell'anno san Geminiano apparve ai francesi sotto aspetto terrificante, quasi di demone. Alla vista del "glorioso vecchio" il capitano e le sue truppe retrocedettero precipitosamente verso Rubiera e molti soldati perirono annegati nel fiume Secchia. L'esercito si disperse spaventato nelle vicine terre e il comandante, atterrito a morte, si suicidò di lì a poco nella vicina Correggio.
La festa liturgica si celebra il 31 gennaio, giornata in cui, oltre ad essere morto, nella cripta del duomo di Modena dove è sepolto, ogni anno viene esposto il corpo del Santo, all'interno del sarcofago che ne contiene le ossa ricomposte e vestite con abiti liturgici.
È patrono, oltre a Modena, delle città di Pieve d'Olmi, di San Gimignano, di Massa Finalese, di Guiglia, di Arese e di Pontremoli dove, da sempre, viene acceso, al calar della sera, il falò di San Geminiano.
È patrono inoltre di Vielmur-sur-Agout, piccolo centro abitato nella regione francese del Midi-Pirenei: attorno al 1090 una nipote di Matilde di Canossa andò in sposa a Bertrando II di Tolosa.